# 中野あき
中野 あき（なかの あき、1986年6月30日 - ）は、福岡県行橋市出身の女優。株式会社エコーズ所属。

## 人物
日本映画学校俳優科卒業。2009年10月～2015年9月まで株式会社中野笑店に所属。2015年11月より株式会社エコーズに移籍。ペットはセキセイインコのだいふく。趣味は写真撮影。

## 出演作品

### 舞台
2013年
- オクムラ宅「新美南吉の日記1931-1935」（演出：奥村拓）・土間の家（東京）・来教寺（愛知）・cafe de fan fan（えだみつ演劇フェスティバル2013・福岡）
- 池亀さん、他「晴れ、ときどき束縛、のち解放」（演出：池亀三太）

2014年
- 観覧舎「幻夜」（脚本・演出：杏上陽介）
- 中野あきぼっち芝居（Produce・演出・主演公演）

2015年
- 観覧舎「回帰熱」（脚本・演出：杏上陽介）
- 劇団競泳水着 夏の二本立て公演「嗾け上手の初恋」（脚本・演出：上野友之）

2016年
- 日本のラジオ「紙風船」（脚本：岸田國士・演出：屋代秀樹）
- 劇団競泳水着「全 員 彼 女」（脚本・演出：上野友之）
- 中野あき ほぼ一人芝居「いぬ」（Produce・演出・主演公演）

### 映画
2012
- 携帯彼女（安里麻里監督）
- 日本映画学校俳優科20期卒業ドラマ『元気です』（富岡忠史監督）

2013
- 甘い鞭（石井隆監督・脚本）- 婦警 役
- フィギュアなあなた（石井隆監督・脚本 ）- 出版社社員 役
- ミッシング77（越坂康史監督）- ブルー役

2014
- 海月姫（川村泰祐監督）- 支援者 役

### テレビ
- TBS「99.9　season2」第9話
- フジテレビ　世にも奇妙な物語’17　春の特別篇「カメレオン俳優」
- テレビ東京「バイプレイヤーズ」

- 戦う!書店ガール　最終回（2015年4月14日 - 6月9日、フジテレビ、白木啓一郎監督）- お客さん役
- Dr.倫太郎　第1話・第2話・第4話・第5話・第7話（2015年4月15日 - 6月17日、日本テレビ、水田伸夫監督）- 喜乃下の仲居 役
- 水曜ミステリー9「弁護士水木邦夫～残り火～」（テレビ東京、渡邊孝好監督）- 女性記者 役
- ソドムの林檎〜ロトを殺した娘たち（2013年3月23日 - 4月13日、WOWOW、廣木隆一監督）- 戒護員 役
- 総合診療医ドクターG（2009年8月18日、NHK、演出：林ヒデユキ）- 山根 役
- ブルドクター 第7話（2011年7月6日 - 9月14日、日本テレビ、長沼誠監督）- OL三人組 役
- マジすか学園2　第2話（2011年4月16日 - 7月2日、テレビ東京）- 女子高生 役
- 週間サプライズショー（テレビ東京）-web-

### CM
- サントリー「金麦オフ」
- ソイタリアン
- 日清「ラ王」
- アメーバピグ
- サントリー「トリスハイボール〜いつでもどこでも篇〜」
- LOTTEのど飴
- ネスレ「ふわラテ」